# Acrapex obscura
Acrapex obscura is een vlinder van de familie van de uilen (Noctuidae). De wetenschappelijke naam van deze soort is voor het eerst voorgesteld door Bruno Pierre Le Ru in een publicatie uit 2020.
De soort komt voor in Congo-Kinshasa.